# Франко (гурт)
Фranko' — український рок-гурт, який був створений у Запоріжжі у 2015 році. Жанр — романтичний рок, інді-рок. Усі пісні гурту — авторські, українською мовою.

## Історія гурту

### Початок
Засновниця гурту, Катерина Стаценко, почала займатись музикою з 10-ти років, навчалась у музичній школі, почала сольні виступи, а також отримала професійну акторську освіту. Але через певний час Стаценко вирішила, що подальший розвиток можливий тільки шляхом створення рок-гурту.
З самого початку у гурті сформувалась незмінна частина з трьох музикантів: Катерини Стаценко — лідера гурту, автора пісень, вокалістки, Тетяни Стаценко — клавішні і незмінного бек-вокалу в усіх потужних приспівах та Павла Шустрякова — гітариста і ідейного однодумця.
Але інших членів команди довелось шукати з певними труднощами. Так, для пошуку ударника довелось розвішували креативні об'яви на стовпи Запоріжжя, щоб знайти цю важливу людину в команду.
Перші пісні гурту Фranko' були записані у Запоріжжі у студії Дмитра Пятибратова та Евгена Польських.

### Назва
Новостворена рок-група вже записувала перші пісні, але ще не мала назви. Музиканти вирішили, що назва має бути пов'язана з наявним репертуаром — вони ретельно вибирали сильне і яскраве слово із своїх пісень. Перебравши декілька назв, вирішили взяти своєю назвою слово з пісні «І. Франко», і словом цим було ім'я українського письменника Івана Франка.
Згодом з'ясувалось, що в Україні і світі є групи з подібною назвою, але музиканти вирішили не змінювати назву, а лише придали їй свій особистий стиль: перша буква Ф — кирилецею, усі інші — латинецею і наприкінці — апостроф.

### Перші кроки
Перший офіційний концерт гурту Фranko' відбувся у Запоріжжі 8 серпня 2015 року у складі Катерини Стаценко, Тетяни Стаценко, Павла Шустрякова, Олега Мазура та Олександра Романька.
Наприкінці 2015 року гурт Фranko’ став переможцем онлайн-голосування музичного фестивалю РОК СЕЗОН — 2016, після чого музиканти взяли участь у декількох концертних турах по Україні.
В цьому ж році виходить цікавий і перший кліп з однойменною назвою «Аркадій», який був зроблений учасниками гурту власноруч більш ніж із 2300 знімків і мав при цьому сюжетну лінію.

### Виступи, концерти, альбоми
Протягом 2016—2017 рр. гурт Франко бере участь у багатьох телевізійних програмах і конкурсах, стає учасником всеукраїнських OpenAir: «Тарас Бульба», «Respublika», «Схід-рок», «Рок Булава», «Khortitsia Freedom», «Файне місто», Фестиваль «Ї», та ін.
Пісні Фranko’ постійно звучать на різних радіостанціях — «Українське радіо», «Яскраве радіо», «Рок радіо», «Тризуб FM», "Громадське радіо".
Паралельно із цим гурт відправляється у свій перший міні-тур Західною Україною.
В червні 2017 року вийшов міні-альбом «і це Так», який зібрав п'ять пісень, написаних від початку створення гурту, з більш інді-роковим звучанням. У наступний EP — «Уявний друг» — увійшли три пісні: «Надлюдина», «Аркадій», «Хто ви», які були записані протягом 2015—2016 років.
У грудні 2018 року вийшов альбом «Світає», в який увійшли п"ять різних за своїм настроєм пісень. Цей альбом, як і альбом «І це Так» були записані і зведені в студії Дмитра Михайлова. Дві пісні з цього альбому продовжили своє життя з відеорядом. «Морозно» і «Медузи» — професійні офіційні відео, де сценаристом та режисером стала Катерина Стаценко, а знімальною групою стали Kadream Production — Роман Матвієнко та Сергій Циганков.
На початку 2018 року Фranko’ вирішують поєднати свою музичну програму і автобіографічний сюжет, який вплітається в музику, і таким чином створюють виставу-концерт «Послання», з яким відвідують кілька міст України.
У 2019 р.  гурт зайняв друге місце на Одеському рок-фестивалі “Пікейні жилети” пам’яті Ігоря Ганькевича”.
У 2020 році гурт Фranko’ зіграв декілька концертів у містах Київської області на підтримку фільму “Іловайськ 2014”.
У грудні 2018 року вийшов альбом «Світає», в який увійшли п’ять різних за своїм настроєм пісень. Цей альбом був записаний і зведений в студії Дмитра Михайлова. Дві пісні з цього альбому продовжили своє життя з відеорядом – на пісні “Морозно” й “Медузи” були зняті офіційні відеокліпи гурту Фranko’.
Протягом 2019-2022 рр. гурт Фranko’ створив декілька нових пісень, які не увійшли до будь-якого альбому, й залишаються окремими сінглами. Це – “Терапія”, “Музика”, “Третій день”, “Київ вечірній”. Також були створені пісні на слова відомих українських поетів: "Я кличу тебе" (П.Тичина), "У долині село лежить" (І.Франко).
У 2023 році триває робота над новим альбомом.

### Відео
«Морозно» (2018 р.) і «Медузи» (2019 р.) – професійні офіційні відео, де сценаристом та режисером стала Катерина Стаценко. Зоймки кліпу “Морозно” відбувались на знаменитому дніпровському острові Хортиця, а “Медузи” знімались на березі Азовського моря.
У карантиному 2020 році Фranko’ випустили декілька лірик-видео: на нову пісню “Терапія” й одну з найвідоміших пісень гурту – “Світає”. 
Цього ж року вийшло унікальне для України арт-відео на нову пісню “Музика”.
Під час карантину учасники гурту відалено виконали й записали відеоряд на нові пісні – “Більше не прийду” та “У середу”.
До Різдва 2021 року Катерина та Тетятна Стаценко записали відео з чудовим виконанням української різдвяної пісні – в якому було накладено багатоголосся з чотирьох голосів співачек.
У 2021 році гурт Фranko’ порадував прихильників новою піснею – “Третій день” й новим відеокліпом на неї, в якому знімались професійні актори Запорізького академічного обласного українського музично-драматичного театру ім.В.Г.Магара.
У 2022 році вийшов новий кліп Фranko’ на пісню “Київ вечірній” – з нагоди Дня міста Києва. У відео показані вулиці вечірній столиці України.
У 2022-23 рр. гурт Фranko' зняв декілька тематичних відео на власні пісні: "Осінь", "Реальність", "Перегони", "Я кличу тебе" (на вірш П.Тичини), "У долині село лежить" (на слова І.Франка).

### Діяльність у воєнні роки
Після повномасштабного вторгнення Росії в Україну, учасники гурту Фranko’ особисто працювали як волонтери – плели маскувальні сітки, готували їжу для переселенців й волонтерів, шили речі для військових, допомагали пораненим тощо.
Але музиканти вирішили також внести свій творчій вклад в українську перемогу. Було розроблено музичну програму “Затишок у тривожний час”, метою якої було відволікти людей від буремних подій війни, напруги, перенавантаження.
У 2022-2023 рр. благодійні концерти Фranko’ “Затишок у тривожний час” 16 разів відбулись у Києві, Запоріжжі, Ірпіні, Кам'янець-Подільському та інших містах України. На них приходили переселенці, волонтери та й люди, що роблять добрі справи, звичайні глядачі. Під час деяких концертів відбувались виставки-продаж картин, виробів майстрів декоративно-прикладного мистецтва та хенд мейду. Здійснювались збори коштів для військових.
Один із концертів відбувся у Запорізькому військовому госпіталі – для поранених бійців та медпрацівників.

## Склад гурту
- Катерина Стаценко — лідер гурту Фranko’, вокалістка, автор музики та текстів;

- Павло Шустряков — гітара, бек-вокал;

- Тетяна Стаценко — клавішні, бек-вокал.

## Дискографія
- 2016 — Осінь (сингл)
- 2016 — Сонце, вставай! (сингл)
- 2017 — міні-альбом «І це так»
- 2017 — міні-альбом «Уявний друг»
- 2018 — міні-альбом «Світає»
- 2020 - Терапія (сингл)
- 2020 - Музика (сингл)
- 2021 - Третій день (сингл)
- 2022 - Київ вечірній (сингл)

## Кліпи
| Рік  | Пісня           | Режисер    | Альбом       |
| ---- | --------------- | ---------- | ------------ |
| 2017 | «Аркадій»       | К.Стаценко | «Увний друг» |
| 2018 | «Морозно»       | К.Стаценко | «Світає»     |
| 2019 | «Медузи»        | К.Стаценко | «Світає»     |
| 2020 | «Терапія»       | К.Стаценко | Сингл        |
| 2020 | «Музика»        | К.Стаценко | Сингл        |
| 2021 | «Світає»        | К.Стаценко | "Світає"     |
| 2021 | «Третій день»   | К.Стаценко | Сингл        |
| 2022 | «Київ вечірній» | К.Стаценко | Сингл        |